# Otto Gerstenberg
Otto Gerstenberg (ur. 11 listopada 1848 roku w Pyrzycach, zm. 24 kwietnia 1935 roku w Berlinie) – niemiecki przedsiębiorca i kolekcjoner sztuki. Wzbogacił się pracując w rozwijającym się sektorze ubezpieczeniowym. Duża część jego kolekcji sztuki znajduje się w zbiorach różnych rosyjskich muzeów, przekazana w ramach reparacji wojennych.

## Galeria

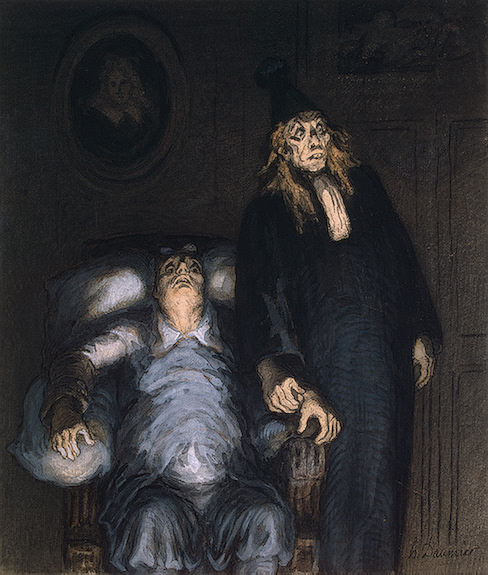
Honoré Daumier: Der eingebildete Kranke (Ermitaż Sankt Petersburg)
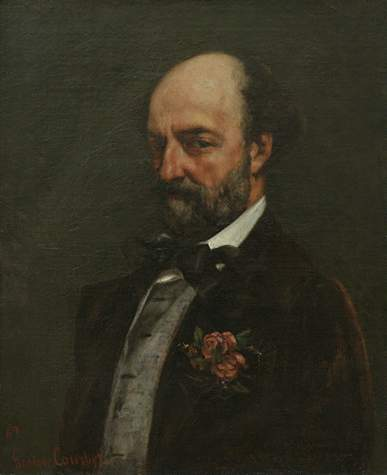
Gustave Courbet: Porträt Gustave Mathieu (Sammlung Oskar Reinhart 'Am Römerholz' Winterthur)
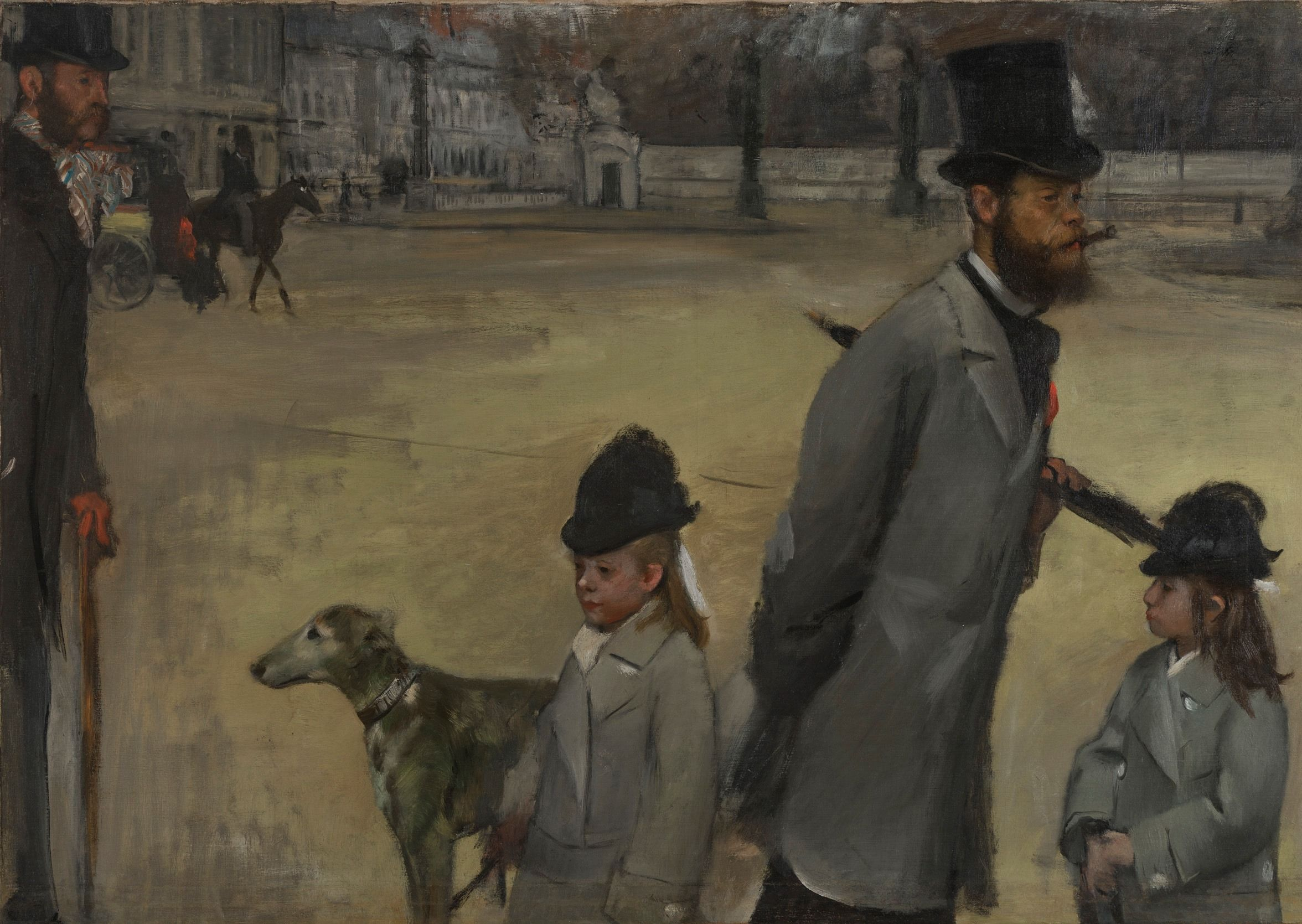
Edgar Degas: Place de la Concorde (Ermitaż Sankt Petersburg)
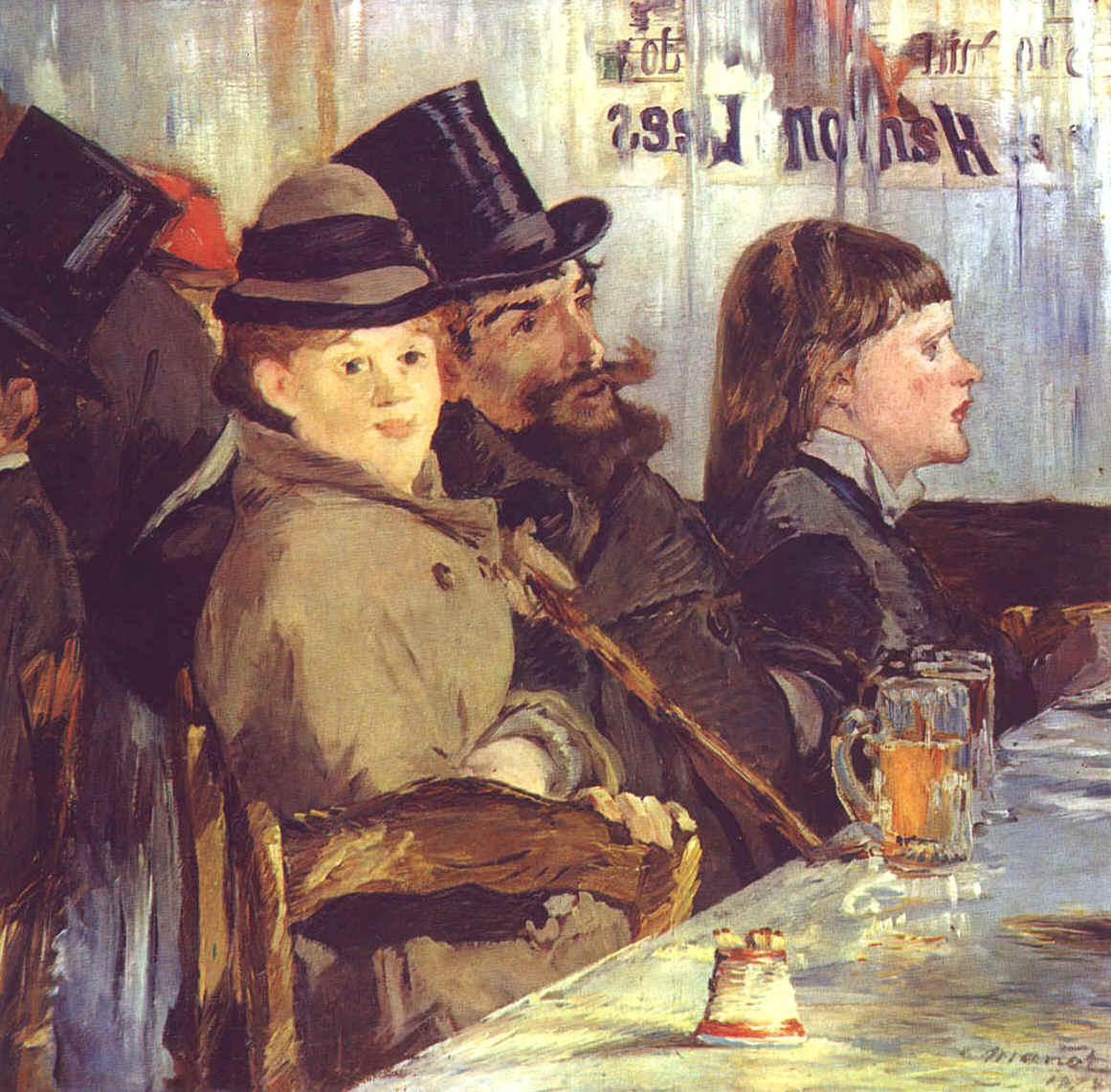
Édouard Manet: Au café (Sammlung Oskar Reinhart 'Am Römerholz' Winterthur)
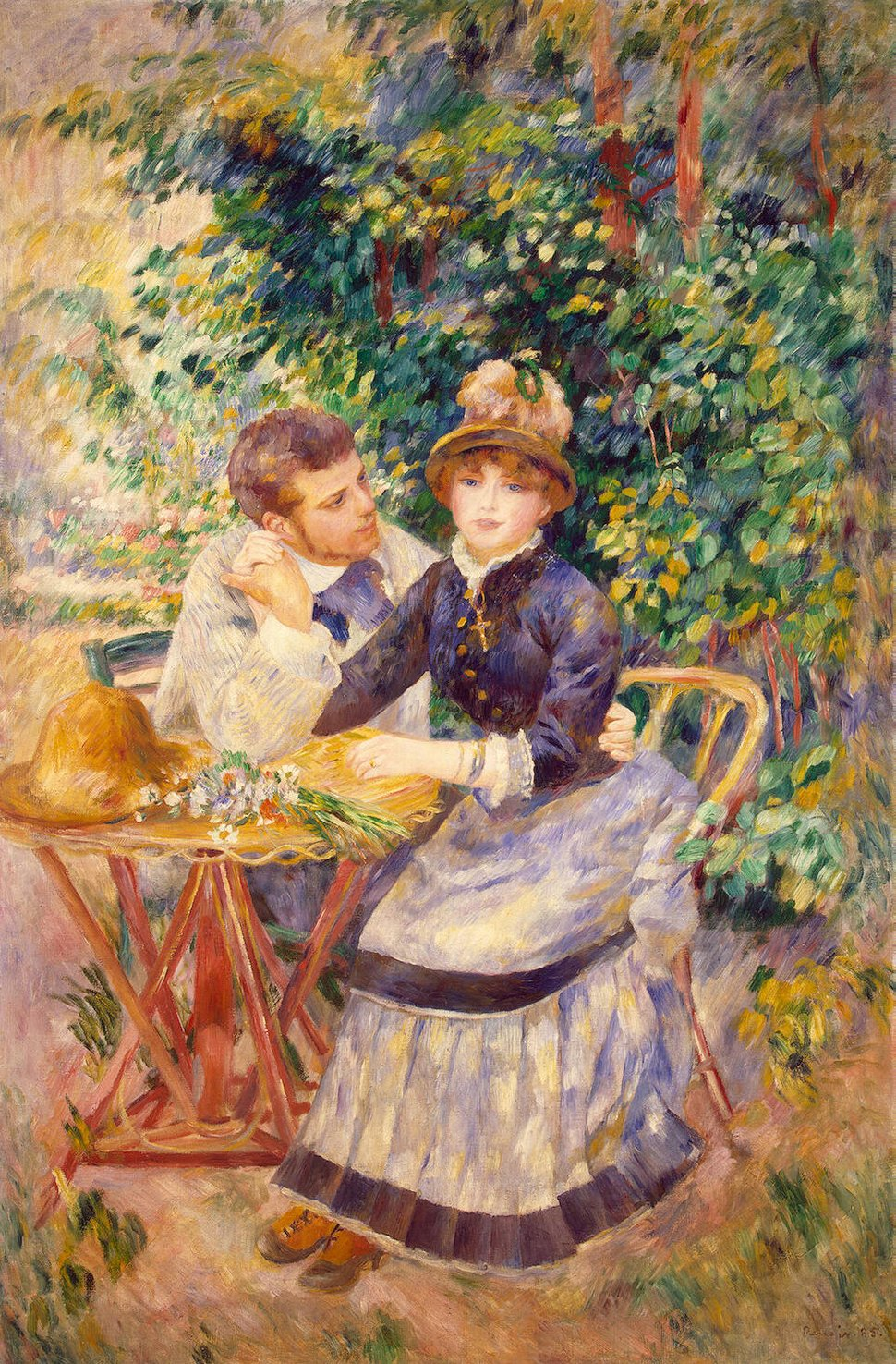
Pierre-Auguste Renoir: Dans le jardin (Ermitaż Sankt Petersburg)
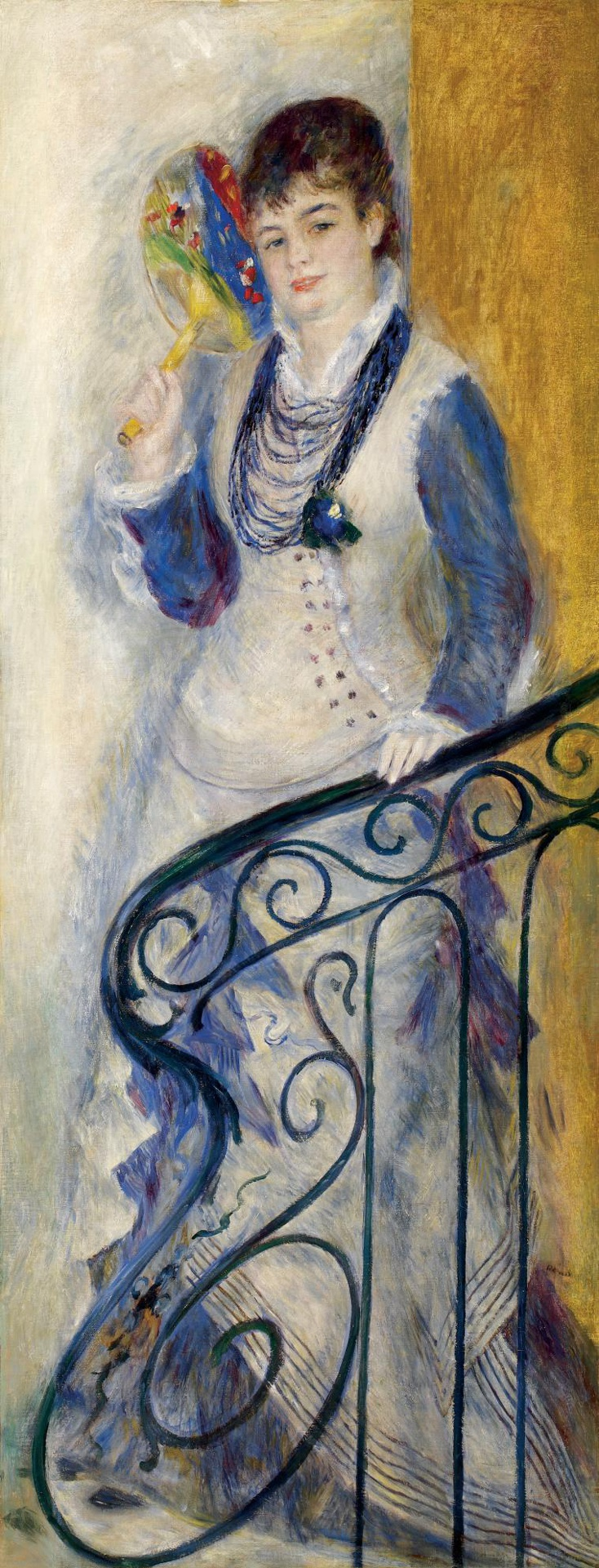
Pierre-Auguste Renoir: Femme sur un escalier (Ermitaż Sankt Petersburg)
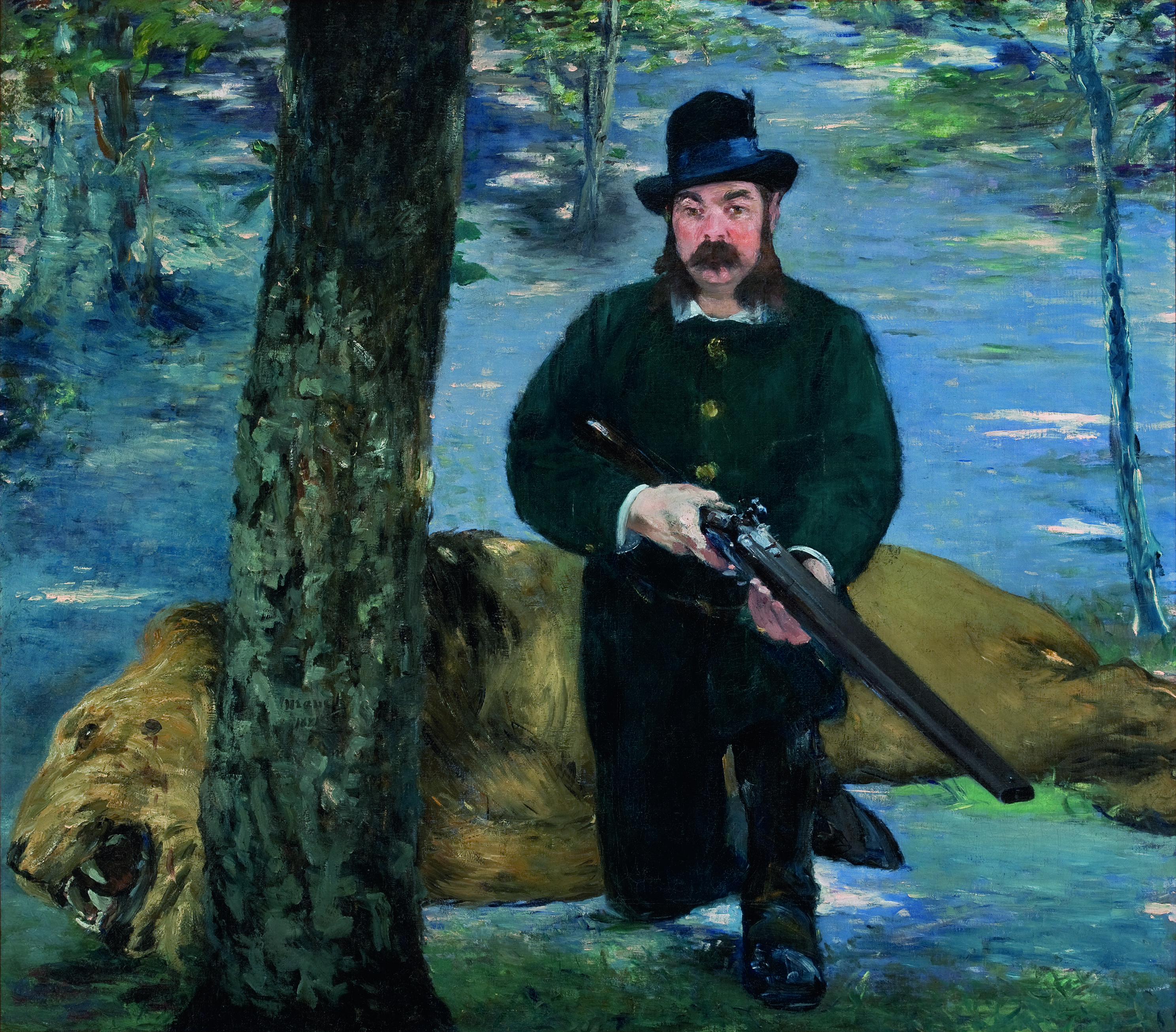
Édouard Manet: Pertuiset, der Löwenjäger (Muzeum Sztuki São Paulo)
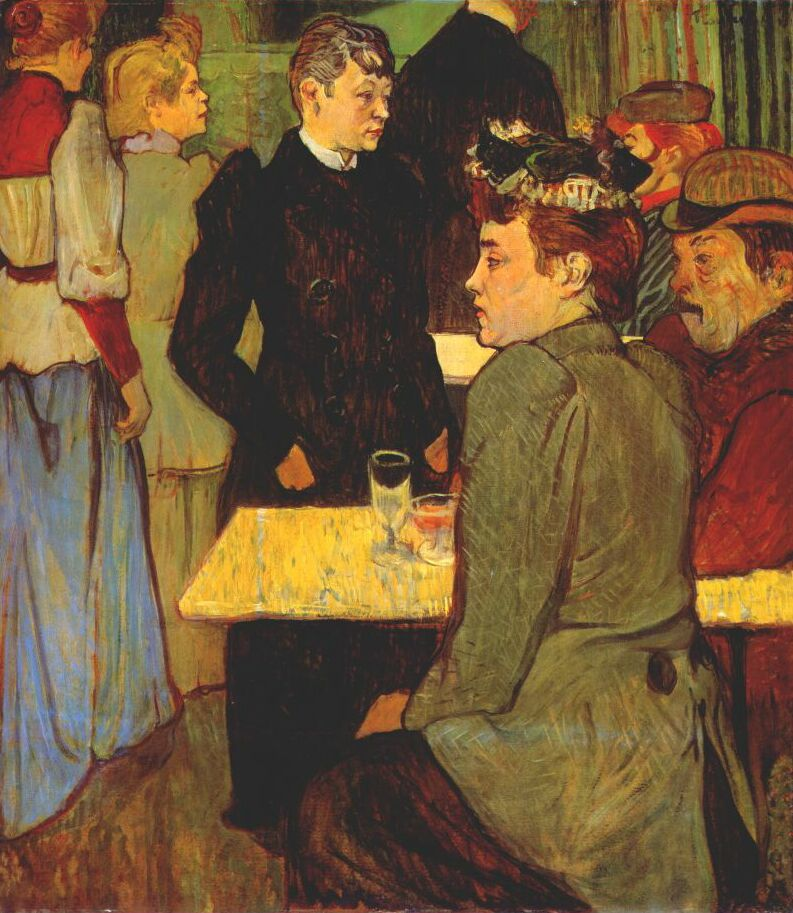
Henri de Toulouse-Lautrec: Un coin du Moulin de la Galette (National Gallery Waszyngton)